# Seleucus IV Philopator
Seleucus IV, bijgenaamd Philopator (d.i. "die van zijn vader houdt"), was koning van het hellenistische Seleucidenrijk (Syrië) van 3 juli 187 tot 3 september 175 v.Chr..
Hij was de tweede zoon en opvolger van Antiochus III de Grote, en al tijdens het leven van zijn vader onderkoning van Thracië. In 190 v.Chr. belegerde hij tevergeefs het met de Romeinen verbonden Pergamon, en voerde tijdens de Slag bij Magnesia het bevel over de linkervleugel van Antiochus’ leger tegen de Romeinen. Als koning probeerde Seleucus IV zich stipt te houden aan de bepalingen van de Vrede van Apamea, waarbij de Seleuciden elke politieke activiteit in westelijke richting was ontzegd. Om aan de hoge krijgsschatting te kunnen voldoen, gaf hij aan zijn raadsheer Heliodorus de opdracht de schatten van de Joodse tempel aan te slaan, hetgeen ernstige conflicten veroorzaakte.
Seleucus IV werd in 175 door deze Heliodorus vermoord.